# Britannic (1914)
HMHS Britannic (z anglického His Majesty's Hospital Ship) je potopený zaoceánský parník třídy Olympic, sesterská loď Titanicu a Olympicu. Byl postaven v loděnicích Harland & Wolff v Belfastu pro společnost White Star Line. Měl být nasazen na transatlantických linkách - původní název měl být podobně jako u sesterských lodí RMS Britannic (Royal Mail Ship). Tento plán se však v důsledku vypuknutí první světové války musel změnit. Loď později převzalo britské námořnictvo a přeměnilo ji na plovoucí nemocnici. Dne 21. listopadu 1916 se potopil po najetí na minu.
Po první světové válce byla společnosti White Star Line ztráta Britannicu kompenzována německou lodí SS Bismarck, kterou WSL přejmenovala na Majestic. 
Ačkoliv společnost White Star Line to vždy důrazně odmítala, několik dalších zdrojů uvádí, že původně byl pro loď vybrán název Gigantic (tato verze je podporována i tehdejším letákem společnosti). Po katastrofě Titanicu v roce 1912 byl však pojmenován „šťastnějším“ jménem Britannic.

## Stavba

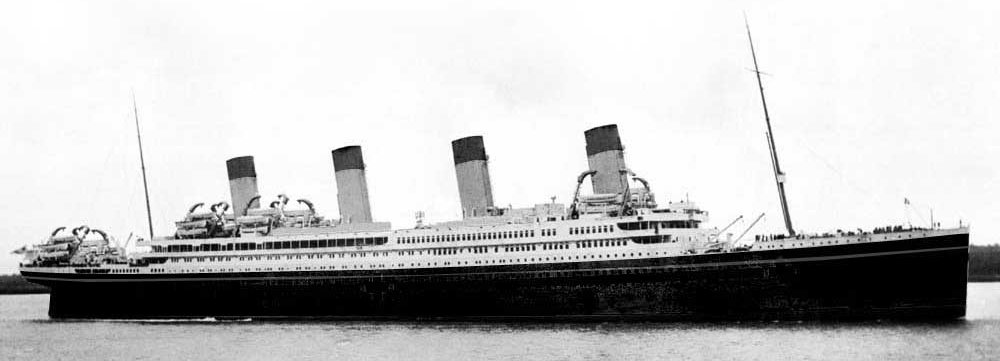
RMS Britannic v barvách společnosti White Star Line (fotomontáž)

Po spuštění Britannicu na vodu v Belfastu 26. února 1914 začaly dokončovací práce. Předtím, než mohl Britannic začít sloužit na pravidelné transatlantické lince mezi New Yorkem a Southamptonem, vypukla v srpnu 1914 první světová válka. V té době panoval v Anglii názor, že boje budou skončeny do Vánoc, avšak brzy začalo být zřejmé, že tomu tak nebude. Britská admiralita měla zaručen prioritní přístup ke strategickým surovinám. V důsledku toho firmy musely zpomalit všechny ostatní civilní zakázky (včetně dostavby Britannicu).
Velení námořnictva zrekvírovalo velké množství motorových civilních lodí, jakož i cestovních parníků pro potřeby dopravy vojska. Admiralita sice společnostem za používání plavidel platila, ale riziko ztráty lodi v bojových operacích bylo vysoké. Mnohem častěji byly zabavovány menší lodě než velké oceánské parníky (důvodem byla lepší manévrovatelnost). White Star Line se rozhodla stáhnout Olympic ze služby, dokud nebezpečí nepomine a tak se Olympic vrátil do Belfastu 3. listopadu. Práce na Britannicu v té době probíhaly velmi pomalu. To se však mělo v příštím roce změnit.

## Ve službě
Potřeba zvýšení celkové tonáže lodí námořnictva byla stále silnější. Souvisela především s rozšířením hlavního bojiště do Středozemí a vstupem Osmanské říše do války. V květnu Britannic úspěšně prošel předepsanými zkouškami strojů a v případě potřeby mohl do měsíce vyplout. Tento měsíc utrpěla Británie první vážnou ztrátu. Parník společnosti Cunard RMS Lusitania byl při návratu z New Yorku 7. května u pobřeží Irska torpédován a potopen německou ponorkou U 20.
Protože loď nebyla před vypuštěním torpéd nijak varována, byl tento útok považován za válečný zločin a měl také velký vliv na pozdější vstup USA do války. Lusitania se potopila během pouhých osmnácti minut v důsledku druhé exploze na palubě. Oficiální místa sdělila, že došlo k výbuchu uhelného prachu, ale často je uváděna domněnka, že parník vezl i náklad americké munice pro Anglii. Ve vodách Atlantiku zahynulo 1200 civilistů. Společnostem Cunard a White Star tak zůstalo po dvou velkých lodích.
V červnu velení admirality rozhodlo o nasazení oceánských parníků v dlouho plánovaném tažení u Gallipoli. První zde byly nasazeny lodě RMS Mauretania a RMS Aquitania.
Brzy však bylo jasné, že vylodění u Gallipoli je vojenskou katastrofou. Počty zraněných dosahovaly ohromných čísel a ukázala se potřeba velkých nemocničních lodí. Proto byla RMS Aquitania v srpnu přeměněna na nemocniční loď (její místo v přepravě jednotek zastoupil v září Olympic). V důsledku i nadále vzrůstajících počtů raněných bylo rozhodnuto, že ani Britannic nebude zahálet. Britannic převzalo námořnictvo 13. listopadu 1915. Loď byla opatřena pro tuto službu novým nátěrem. Byla také přejmenována na HMHS (His Majesty's Hospital Ship) Britannic a svěřena pod velení kapitána C. A. Bartletta. Lůžek pro raněné bylo na palubě lodi 3309, staralo se o ně 489 osob.
Po úspěšném dokončení pěti cest na blízkovýchodní bojiště a návratu do Británie s nemocnými a zraněnými vojáky odplouval Britannic ze Southamptonu na řecký Lémnos odpoledne 12. listopadu 1916. Měla to být jeho šestá cesta Středozemním mořem. Okolo půlnoci 15. listopadu projel Gibraltar a přistál v Neapoli ráno 17. listopadu k obvyklému doplnění uhlí a zásob vody. Tím splnil první část své poslední mise.
Bouře zdržela loď v Neapoli až do nedělního odpoledne. Kapitán Bartlett se rozhodl po této přestávce pokračovat. Bouře se utišila až při ranním průjezdu Messinskou úžinou. Mys Matapan obeplouval Britannic v prvních hodinách úterý 21. listopadu. Ráno vplul rychlostí 21 uzlů (39 km/h) do průlivu mezi ostrovem Kea a mysem Sounion (nejjižnějším výběžkem provincie Attika).
21. listopadu 1916 v 8 hodin 12 minut Britannic najel na minu a za 55 minut se potopil. Díky blízkosti dalších lodí a řeckých rybářů, pevniny a teplotě moře bylo pouze 28 obětí (k tomuto počtu později přibyli další dva lidé, kteří podlehli následkům zranění). Jen těla 5 obětí byla pohřbena, ostatní byla ponechána moři, ale v Soluni a Londýně byly na jejich památku postaveny pomníky.
Zdravotní sestra Violet Jessop, topič Arthur John Priest a Archie Jewell se stali známými jako jediní lidé, kteří přežili potopení Britannicu i havárii Titanicu v roce 1912. Při srážce lodí RMS Olympic a HMS Hawke v roce 1911 byli Violet i Arthur taktéž přítomni na palubě Olympicu. Archie nicméně, na rozdíl od Arthura, nepřežil potopení HMHS Donegal v roce 1917.

## Současnost
Vrak objevili potápěči z týmu J. Cousteaua 3. prosince 1975 v hloubce 118 metrů.

## Kultura
V roce 2000 byl natočen film Britannic, kde hlavní roli hráli Edward Atterton, Amanda Ryan a Jacqueline Bisset. Avšak děj neodpovídá na 100 % historickým poznatkům, neboť podle děje loď potopil německý agent, který do nitra lodě umístil bombu.